# Byrsa
Byrsa era o fortăreață din zid deasupra portului din vechiul oraș antic Cartagina în Tunisia de azi. Dealul pe care se afla citadela se numește tot Bysra. După etimologia feniciană a numelui Bysra înseamnă "citadelă"